# Żyły nabrzuszne górne
Żyły nabrzuszne górne (łac. venae epigastricae superiores) – w anatomii człowieka żyły odprowadzające krew z przedniej ściany brzucha. Żyły te wstępują z przedniej ściany brzucha na przednią ścianę klatki piersiowej przez szczelinę pomiędzy częścią mostkową przepony a jej częścią żebrową (trójkąt mostkowo-żebrowy) razem z tętnicą nabrzuszną górną, której towarzyszą w swoim przebiegu. W okolicy mostka, do tyłu od chrząstek żebrowych, łączą się z żyłami mięśniowo-przeponowymi, tworząc żyły piersiowe wewnętrzne. Tworzą zespolenia z żyłami nabrzusznymi dolnymi.